# The Single & Maxi Collection 84-86
The Single & Maxi Collection 84-86 är ett samlingsalbum av Fair Control.

## Låtförteckning
1. Symphony Of Love - (Single Version) 4:19
2. Angle Eyes - (Single Version) 3:44
3. We Can Fly Together - (Single Version) 3:23
4. Letter From India - (Single Version) 3:20
5. Symphony Of Love - (Maxi Version) 5:38
6. Angle Eyes - (Maxi Version) 5:17
7. We Can Fly Together - (Maxi Version) 4:54
8. Letter From India - (Maxi Version) 4:34